# Östra brigaden
Östra brigaden var en infanteribrigad inom svenska armén som verkade åren 1928–1937. Förbandsledningen var förlagd i Linköpings garnison i Linköping.

## Historik
Genom försvarsbeslutet 1925 reducerades antalet infanteriregementen. I Östergötland sammanslogs Första livgrenadjärregementet (I 4) och Andra  livgrenadjärregementet (I 5) och bildade Livgrenadjärregementet (I 4). I norra Småland sammanslogs Jönköpings regemente (I 12) med Kalmar regemente (I 21) och bildade Jönköpings-Kalmar regemente (I 12). Livgrenadjärregementet och Jönköpings-Kalmar regemente var underställda chefen för Östra brigaden, vilken omfattade Östergötlands län, Jönköpings län och norra Kalmar län. Östra brigaden var i sin tur underställd chefen för Östra arméfördelningen.
En trolig anledning till att Östra brigaden bildades, var att Östra arméfördelningen innehöll sex infanteriregementen, jämfört med fyra infanteriregementen inom övriga arméfördelningar. Men även att ställa förband till Nationernas förbunds förfogande anses vara en av anledningarna till att brigaden bildades. Vilket då inte rubbade Östra arméfördelningens krigsorganisation.
Genom försvarsbeslutet 1936 beslutades bland annat att Östra brigaden skulle upplösas och avvecklas. Det område som Östra brigaden omfattade delades och tillföll I. arméfördelningen samt IV. arméfördelningen. Östra brigaden upplöstes och avvecklades den 31 december 1937. Med den nya organisationen underställdes Jönköpings-Kalmar regemente chefen för I. arméfördelningen, och Livgrenadjärregementet underställdes chefen för IV. arméfördelningen.

## Förläggningar och övningsplatser

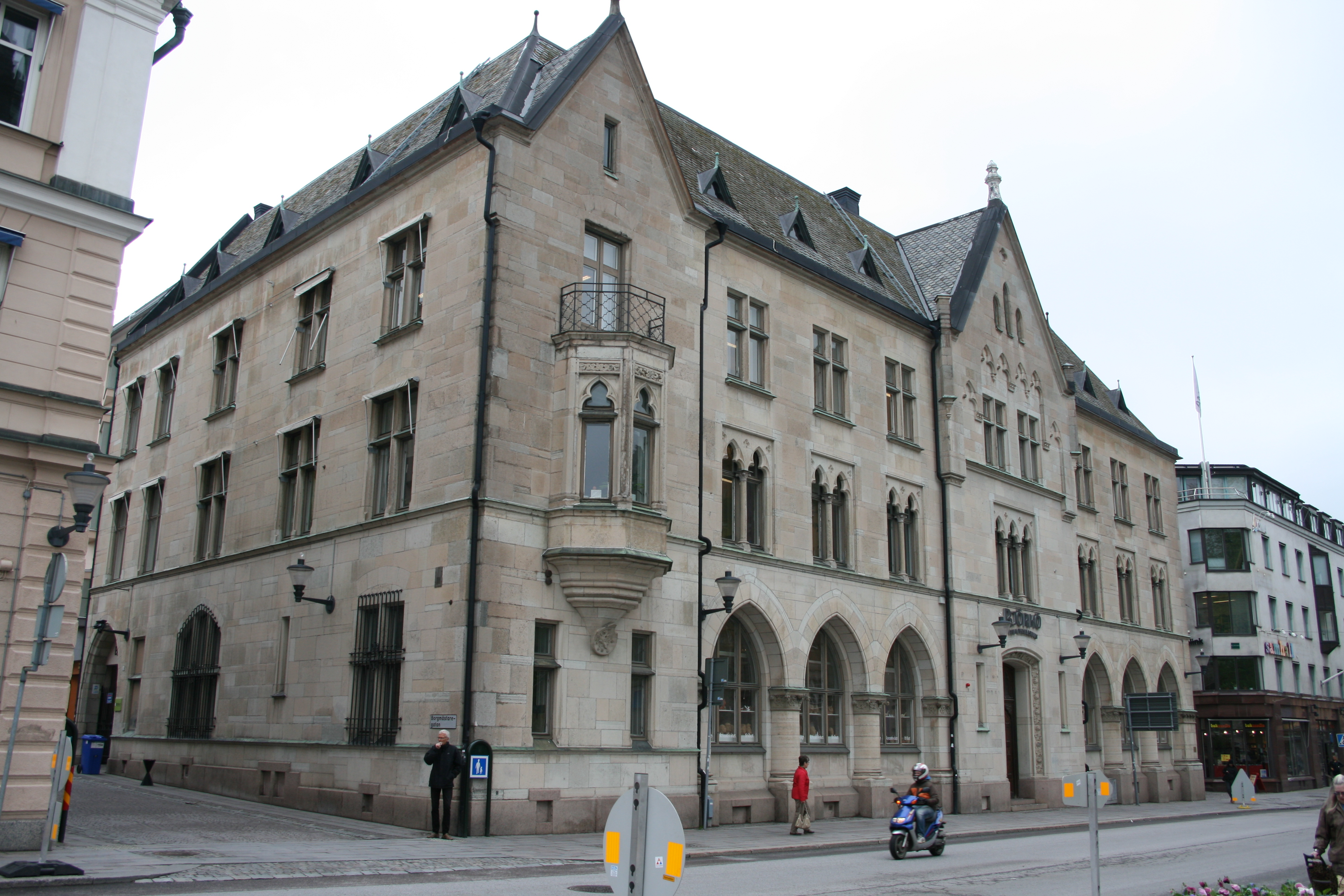
Gamla Riksbankshuset i Linköping

När Östra brigaden bildades övertog staben inledningsvis det gamla Riksbankshuset på S:t Larsgatan 26 som kansli, där staben för II. arméfördelningen hade haft sitt kansli fram till staben avvecklades. Dock så blev staben för Östra brigaden inte långvarig på S:t Larsgatan 26, då det redan var bestämt att den skulle ta över de lokaler som friställts i dubbelkasernetablissement vid Regementsgatan i Linköping. Det kasernetablissement som ursprungligen uppfördes till Första livgrenadjärregementet. År 1931 förlades staben till kasernetablissementet, efter att Östra brigaden upplöstes och avvecklades, övertogs kanslihuset av Östgöta luftvärnsartilleriregemente (A 10).

## Förbandschefer
- 1928–1931: Gösta Leijonhufvud
- 1931–1932: Hjalmar Säfwenberg
- 1932–1935: Hugo Ankarcrona
- 1935–1937: Erik af Edholm

## Namn, beteckning och förläggning
| Östra brigaden | 1928-01-01 | – | 1937-12-31 |

| Linköpings garnison (F) | 1928-01-01 | – | 1937-12-31 |